# 王廷榦
王廷榦（1516年—？），字維楨，號巖潭，南直隸寧國府涇縣（今安徽省涇縣）人，民籍。明朝政治人物，官至江西九江府知府。

## 生平
嘉靖十年（1531年）應天府鄉試第五名舉人。嘉靖十一年（1532年）聯登壬辰科會試第一百五十八名，第三甲第六名進士，户部观政，授行人司行人，升右司副、司正，後升任戶部員外郎、廣西司郎中，十八年八月考察以浮躁降调。嘉靖十九年，外任福寧州知州；改升任台州府同知。入為南京戶部浙江司員外郎、貴州司郎中，出任九江府知府。三十一年十二月考察，降职為浙江盐运司同知，升南安府知府。

## 著作
著有《巖潭稿》。

## 家族
曾祖王達，知府；祖王鏴；父王汝猷；母趙氏。重慶下，妻左氏（聘），兄廷樞；弟廷傑；楹；梓；梧；樟；極；栗；棐；杭；欄。子王文炯（見任山東樂陵知縣）；王文燁（廩例監生）；王文爟（萬曆壬辰進士見主刑部主事）；王文灼。孫時譽（監生）；時隆（監生）；時亮；時春；時可；時陞。曾孫允仁；允□；允元；允亨。
有子王文爟，萬曆年間登進士。